# Francisco de Almeida Fleming
Francisco de Almeida Fleming (Ouro Fino, 1900 – San Paolo, 10 febbraio 1999) è stato un attore, sceneggiatore, regista e produttore cinematografico brasiliano.

## Filmografia

### Regista
- 1921: In Hoc Signo Vinces (regia, sceneggiatura, produzione)
- 1924: Paulo e Virgínia
- 1927: O Vale dos Martírios (regia, sceneggiatura, produzione)
- 1954: A Nativa Solitária (cortometraggio)

### Sceneggiatore
- 1919: Urutau

### Attore
- 1924: Paulo e Virginia